# Abbasa
Abbasa (* um 765; † nach 803) war eine Tochter des dritten Abbasiden-Kalifen al-Mahdi.

## Leben
Abbasa war die Tochter des dritten Abbasiden-Kalifen Al-Mahdi und einer Perserin; bekannt wurde sie aber vor allem als (Halb-)Schwester des Harun ar-Raschid. Sie überlebte drei Ehemänner, so dass der Hofpoet Abu Nuwas dem Kalifen in einem Spottgedicht riet, einen ihm unliebsamen Menschen mit Abbasa zu verheiraten.
Über die Gründe für den Sturz der mächtigen Familie der Barmakiden, die zunächst bei Harun großen Einfluss genoss, waren mehrere Versionen im Umlauf, u. a. die romantische Geschichte, dass der aus der Barmakidendynastie stammende Freund Haruns, Dja’far bin Yahya, eine Liebesbeziehung mit Abbassa gehabt und sich deshalb den Zorn des Kalifen zugezogen habe. Diese Volkssage wird bereits vom bedeutenden persischen Historiker Tabari erzählt und spätere Chronisten malten sie weiter aus. Danach wollte Harun seinen von ihm sehr geliebten Gefährten Dja’far, aber auch seine schöne Schwester Abbasa, die er angeblich selbst liebte, immer – auch bei seinen nächtlichen Ausflügen – in seiner Nähe haben. Da letzteres gegen die guten Sitten verstieß, ließ er seine Schwester und seinen Freund formell heiraten, die Ehe durfte aber nicht vollzogen werden. So konnte er mit beiden zusammen sein. Doch die beiden verliebten sich ineinander und Abbasa schlich sich, als Sklavin verkleidet, in das Schlafgemach ihres Geliebten. Sie gebar schließlich Zwillingsknaben, die heimlich in Mekka erzogen werden sollten. Doch nach einem Streit mit einer Dienstmagd machte diese den Skandal publik. Der Kalif erfuhr davon, und nachdem er sich überzeugt hatte, dass die Gerüchte wahr waren, ließ er Dja’far sowie fast die gesamte Dynastie der Barmakiden hinrichten (803 n. Chr.).
Diese Geschichte dürfte kaum auf Wahrheit beruhen. Historiker vor Tabari kennen sie nicht. Die Scholien zum Spottgedicht des Abu Nuwas zählen die Namen von Abbasas Gatten auf, ohne Dja’far zu erwähnen. Auch für Tabari und andere Geschichtsschreibern war diese Geschichte allenfalls einer von mehreren Gründen für die Exekution Dja’fars. Später erklärte sie der bedeutende islamische Historiker und Staatsmann Ibn Chaldun für unglaubwürdig. Tatsächlich dürften die Barmakiden dem Kalifen zu mächtig und einflussreich geworden sein. Man kann aus einer Bemerkung Tabaris schließen, dass Abbasa zum Zeitpunkt ihres Verhältnisses mit Dja’far älter als 40 Jahre war; jedenfalls starb ihr zweiter Gemahl elf Jahre vor ihrem späteren Geliebten. Dementsprechend kann das Pärchen nicht mehr allzu jung gewesen sein. Es gab schon in vorislamischer Zeit eine ähnliche Geschichte, die über die Hochzeit eines Ministers mit der Schwester des Herrschers berichtete und vielleicht als Vorbild für die Episode von Dja’far und Abbasa diente. Einige Quellen nennen die Geliebte des Barmakiden nicht Abbasa, sondern Maimuna bzw. Fakhita, die zwei weitere Schwestern des Kalifen gewesen wären.
Die älteren Historiker berichten nichts über Abbasas Leben nach der Hinrichtung des Dja’far; spätere Quellen stellten ihr Ende schaurig und mysteriös dar. Nach einer Version habe Harun seine Schwester und ihre Söhne hinrichten lassen, nach einer anderen verbannte er sie vom Hof, worauf sie einsam umherzog und ihr trauriges Schicksal besang. Einige arabische Strophen über ihr Los werden ihr selbst zugeschrieben.
In der Neuzeit fand die Liebesgeschichte zwischen Abbasa und Dja’far auch in der europäischen Literatur Eingang, so im französischen Roman Abbasa (1753), in Les nuits de Bagdad (1904) von Aimé Giron und Albert Tozza und in Der Tod der Barmekiden (1897) von Paul Scheerbart.